# منتخب ولايات ميكرونيسيا المتحدة لكرة القاعدة
منتخب ولايات ميكرونيسيا المتحدة لكرة القاعدة (بالإنجليزية: Federated States of Micronesia national baseball team)‏ هو ممثل ولايات ميكرونيسيا المتحدة الرسمي في المنافسات الدولية في كرة القاعدة
.